# Lotta libera ai Giochi della XVII Olimpiade - Pesi gallo
La competizione della categoria pesi gallo (fino a 57 kg) di lotta libera dei Giochi della XVII Olimpiade si è svolta dal 1º al 6 settembre 1960 alla Basilica di Massenzio a Roma. 

## Formato
Ad ogni incontro venivano assegnate le seguenti penalità:
- 0 = Al vincitore per schienata
- 1 = Al vincitore ai punti
- 2 = In caso di pareggio
- 3 = Allo sconfitto ai punti
- 4 = Allo sconfitto per schienata

Con sei penalità o più il lottatore veniva eliminato. I tre lottatori rimasti disputavano un torneo finale con i risultati acquisiti nel precedenti turni.

## Risultati
| Legenda                                  | Legenda |
| ---------------------------------------- | ------- |
| Lottatore con 6 penalità o più Eliminato |         |

### 1º Turno
Si è disputato il 1º settembre.
| Vincitore           | Pen. | Risultato  | Sconfitto              | Pen. |
| ------------------- | ---- | ---------- | ---------------------- | ---- |
| Luigi Chinazzo      | 1    | Ai Punti   | Im Gwang-Jae           | 3    |
| Dermot Dunne        | 0    | Schienata  | Vittorio Mancini       | 4    |
| Hüseyin Akbaş       | 2    | = Parità = | Mohamed Mehdi Yaghoubi | 2    |
| Ali Aliyev          | 2    | = Parità = | Tauno Jaskari          | 2    |
| Muhammad Siraj-Din  | 0    | Schienata  | Walter Pilling         | 4    |
| Fred Kämmerer       | 1    | Ai Punti   | Eduardo Campbell       | 3    |
| Terrence McCann     | 1    | Ai Punti   | Edvin Vesterby         | 3    |
| Tadeusz Trojanowski | 0    | Schienata  | Paul Hänni             | 4    |
| Neždet Zalev        | 0    | Schienata  | Geoffrey Jameson       | 4    |
| Tadashi Asai        | 0    | Esentato   |                        |      |

### 2º Turno
Si è disputato il 2 settembre.
| Vincitore              | Pen. | Risultato | Sconfitto          | Pen. |
| ---------------------- | ---- | --------- | ------------------ | ---- |
| Tadashi Asai           | 0    | Schienata | Luigi Chinazzo     | 5    |
| Im Gwang-Jae           | 3    | Schienata | Dermot Dunne       | 4    |
| Mohamed Mehdi Yaghoubi | 2    | Schienata | Vittorio Mancini   | 8    |
| Ali Aliyev             | 3    | Ai Punti  | Hüseyin Akbaş      | 5    |
| Tauno Jaskari          | 3    | Ai Punti  | Muhammad Siraj-Din | 3    |
| Eduardo Campbell       | 3    | Schienata | Walter Pilling     | 8    |
| Fred Kämmerer          | 2    | Ai Punti  | Edvin Vesterby     | 6    |
| Terrence McCann        | 1    | Schienata | Paul Hänni         | 8    |
| Tadeusz Trojanowski    | 0    | Schienata | Geoffrey Jameson   | 8    |
| Neždet Zalev           | 0    | Esentato  |                    |      |

### 3º Turno
Si è disputato il 3 settembre.
| Vincitore              | Pen. | Risultato | Sconfitto          | Pen. |
| ---------------------- | ---- | --------- | ------------------ | ---- |
| Neždet Zalev           | 0    | Schienata | Tadashi Asai       | 4    |
| Luigi Chinazzo         | 5    | Schienata | Dermot Dunne       | 8    |
| Mohamed Mehdi Yaghoubi | 3    | Ai Punti  | Im Gwang-Jae       | 6    |
| Tauno Jaskari          | 3    | Schienata | Hüseyin Akbaş      | 9    |
| Ali Aliyev             | 4    | Ai Punti  | Muhammad Siraj-Din | 6    |
| Terrence McCann        | 2    | Ai Punti  | Eduardo Campbell   | 6    |
| Tadeusz Trojanowski    | 1    | Ai Punti  | Fred Kämmerer      | 5    |

### 4º Turno
Si è disputato il 5 settembre.
| Vincitore           | Pen. | Risultato | Sconfitto              | Pen. |
| ------------------- | ---- | --------- | ---------------------- | ---- |
| Neždet Zalev        | 1    | Ai punti  | Luigi Chinazzo         | 8    |
| Tadashi Asai        | 5    | Ai punti  | Mohamed Mehdi Yaghoubi | 6    |
| Ali Aliyev          | 4    | Schienata | Fred Kämmerer          | 9    |
| Tauno Jaskari       | 4    | Ai Punti  | Terrence McCann        | 5    |
| Tadeusz Trojanowski | 1    | Esentato  |                        |      |

### 5º Turno
Si è disputato il 6 settembre.
| Vincitore       | Pen. | Risultato | Sconfitto           | Pen. |
| --------------- | ---- | --------- | ------------------- | ---- |
| Neždet Zalev    | 2    | Ai Punti  | Tadeusz Trojanowski | 4    |
| Tadashi Asai    | 6    | Ai Punti  | Tauno Jaskari       | 7    |
| Terrence McCann | 5    | Schienata | Ali Aliyev          | 8    |

### Turno finale
| Vincitore       | Pen. | Risultato | Sconfitto           | Pen. |
| --------------- | ---- | --------- | ------------------- | ---- |
| Neždet Zalev    |      | Ai Punti  | Tadeusz Trojanowski |      |
| Terrence McCann |      | Ai Punti  | Tadeusz Trojanowski |      |
| Terrence McCann |      | Ai Punti  | Neždet Zalev        |      |

1. ↑  Disputato nel 5º turno

## Classifica finale
| Pos.    | Atleta                 | Nazione          |
| ------- | ---------------------- | ---------------- |
| Oro     | Terrence McCann        | Stati Uniti      |
| Argento | Neždet Zalev           | Bulgaria         |
| Bronzo  | Tadeusz Trojanowski    | Polonia          |
| 4       | Tadashi Asai           | Giappone         |
| 5       | Tauno Jaskari          | Finlandia        |
| 6       | Ali Aliyev             | Unione Sovietica |
| 7       | Mohamed Mehdi Yaghoubi | Iran             |
| 8       | Luigi Chinazzo         | Italia           |
| 9       | Fred Kämmerer          | Germania         |
| 10      | Eduardo Campbell       | Panama           |
| 10      | Muhammad Siraj-Din     | Pakistan         |
| 10      | Im Gwang-Jae           | Corea del Sud    |
| 13      | Dermot Dunne           | Irlanda          |
| 14      | Hüseyin Akbaş          | Turchia          |
| 15      | Edvin Vesterby         | Svezia           |
| 16      | Geoffrey Jameson       | Australia        |
| 16      | Paul Hänni             | Svizzera         |
| 16      | Walter Pilling         | Gran Bretagna    |
| 16      | Vittorio Mancini       | San Marino       |